# Turnera riedeliana
Turnera riedeliana là một loài thực vật có hoa trong họ Lạc tiên. Loài này được Urb. miêu tả khoa học đầu tiên năm 1883.